# Hermann Wulf
Hermann Wulf (* 25. Juli 1915 in Eichede, Stormarn; † 19. Mai 1990 in Henstedt-Ulzburg) war ein deutscher Offizier, Arzt und Manager. Als Wehrmachtsoffizier erhielt er das Eichenlaub zum Ritterkreuz. Bei der Bundeswehr war er zuletzt Brigadegeneral.

## Leben
Wulf wurde nach dem Abitur zum Reichsarbeitsdienst eingezogen. Am 1. Oktober 1934 trat er in das 6. Infanterie-Regiment der Reichswehr ein. Er wurde Offizieranwärter und an der Kriegsschule Dresden und der Infanterieschule Döberitz ausgebildet. Nach der Beförderung zum Leutnant 1937 wurde er als Zugführer beim Infanterie-Regiment 47 beziehungsweise 76 verwendet. Während des Zweiten Weltkrieges wurde er u. a. als Nachrichtenoffizier, Kompaniechef und Bataillonskommandeur in Frankreich und an der Ostfront eingesetzt. 1943 wurde er zum Major befördert. Als Oberstleutnant wurde er auf den Kommandeursposten des Panzergrenadier-Regiments 76 kommandiert. In die gleiche Position kam er bei der Panzer-Brigade 150 (Anfang November 1944 bis zum 14. Dezember 1944) und 1945 beim Führer-Begleit-Regiment. Von Mai bis Oktober 1945 war er in sowjetischer Kriegsgefangenschaft, bis ihm die Flucht in die westlichen Besatzungszonen gelang.
Nach dem Krieg arbeitete er zunächst in einem eigenen Import und Export-Unternehmen und verdiente sich seinen Lebensunterhalt als Schrotttaucher. Er studierte anschließend an der Universität Hamburg Medizin und wurde Mitglied der Alten Rostocker Burschenschaft Obotritia zu Hamburg. 1955 wurde er zum Dr. med. promoviert. Seine Assistentenzeit verbrachte er im Universitätsklinikum Hamburg-Eppendorf (UKE). Danach war er im Krankenhaus Elim tätig.
1956 trat er in das Heer der neu aufgestellten Bundeswehr ein, wo er Kommandeur des Panzergrenadier-Lehrbataillons wurde. Er absolvierte den Brigadeführer-Lehrgang an der Führungsakademie der Bundeswehr (FüAkBw) und wurde Lehrgruppenkommandeur an der Heeresoffizierschule II (HOS II) in Hamburg. Mit der Beförderung zum Oberst 1963 wurde er Schulkommandeur der ABC- und Selbstschutzschule (ABC/SeS) in Sonthofen. Danach war er Kommandeur der Heeresoffizierschule II in Hamburg. 1967 wurde er Brigadegeneral. Vier Jahre später wurde er in den Ruhestand versetzt.
Er war Mitglied der evangelisch-lutherischen Kirche. Während der 68er-Bewegung wollten er und eine Reihe weiterer Soldaten, Zivilpolizisten, Kirchenfunktionäre, Theologiestudenten und weitere Personen verhindern, dass es zu Störungen eines Gottesdienstes in der Hauptkirche Sankt Michaelis durch Aktivisten des Sozialistischen Deutschen Studentenbundes kam. Eine Störung war jedoch nach Aussagen der Aktivisten nicht geplant, eine Diskussion während und nach dem Gottesdienst wurde abgelehnt.
Nach seiner Dienstzeit war Wulf Geschäftsführer der Bedarfsfluggesellschaft General Air in Hamburg. Neben Eike Middeldorf war er damit einer der ersten ehemaligen Generäle in der Luftfahrtindustrie der Bundesrepublik.

## Kriegsauszeichnungen
- 1939: Eisernes Kreuz 2. Klasse
- 1940: Eisernes Kreuz 1. Klasse
- 1941: Ritterkreuz des Eisernen Kreuzes
- 1944: Nahkampfspange in Gold
- 1944: Eichenlaub zum Ritterkreuz des Eisernen Kreuzes
- 1945: Ehrenblattspange des Heeres